# Égly
Égly  [eɡli] je francouzské město v departementu Essonne, v regionu Île-de-France, 32 kilometrů jihozápadně od Paříže.

## Geografie
Sousední obce: Bruyères-le-Châtel, Ollainville, Arpajon, Breuillet, Saint-Yon, Boissy-sous-Saint-Yon a Avrainville.

## Vývoj počtu obyvatel
Počet obyvatel

## Památky
- kostel Saint-Pierre z 13. století